# Gonzalo Sánchez (noble)
Gonzalo Sánchez fue un conde gallego, nacido hacia el año 920.

## Biografía
En 956-958 se rebeló contra Sancho I de León, "el Craso". 
Fue jefe de los ejércitos en la frontera de la actual Galicia contra los musulmanes. Destaca por la derrota que inflige al ejército de Gunderedo de Noruega  el cual había permanecido cerca de tres años en tierras gallegas, matando y saqueando, pero cuando regresaban a sus naves cargados con botín y prisioneros fueron interceptados por el conde Gonzalo Sánchez que consiguió vencerlos en los alrededores de la ría de Ferrol, en el año 970, dando muerte a Gunderedo de Noruega su sækonungr, jefe vikingo, literalmente "rey del mar" a su vez quemó la mayoría de sus naves y ejecutó a todos los vikingos.